# Acetabularia
Acetabularia J.V.Lamour., 1812 è un genere di alghe della famiglia delle Polyphysaceae, diffusa nelle acque delle zone temperate calde e subtropicali compreso il mar Mediterraneo dove è presente la specie Acetabularia acetabulum.

## Descrizione
L'acetabularia è un organismo unicellulare, ma di dimensioni molto grandi e complesso nella forma, caratteristiche che ne fanno un modello eccellente per lo studio della biologia cellulare.
Nella forma, l'acetabularia assomiglia alle foglie rotonde di un nasturzio, con un'altezza compresa tra 0,5 e 10 cm e con tre parti anatomiche: un rizoide in fondo che assomiglia a delle radici molto corte, un lungo stelo al centro, ed in cima un ombrello di rami che può fondersi in un cappello. Il nucleo dell'acetabularia è localizzato nel rizoide, e permette alla cellula di rigenerarsi completamente se il cappello viene rimosso. I cappelli di due diverse cellule di acetabularia possono anche essere scambiati, anche tra due specie diverse.

## Tassonomia
Il genere comprende le seguenti specie:
- Acetabularia acetabulum (Linnaeus) P.C. Silva
- Acetabularia calyculus J.V. Lamouroux
- Acetabularia crenulata J.V. Lamouroux
- Acetabularia dentata Solms-Laubach
- Acetabularia farlowii Solms-Laubach
- Acetabularia kilneri J. Agardh
- Acetabularia major G. Martens
- Acetabularia myriospora A.B. Joly & Cordeiro-Marina
- Acetabularia peniculus (R. Brown ex Turner) Solms-Laubach
- Acetabularia ryukyuensis Okamura & Yamada
- Acetabularia schenckii K. Möbius
- Acetabularia toxasii Troño, Santiago & Ganzon-Fortes

### Sinonimi obsoleti
| - Acetabularia antillana (Solms-Laubach) Egerod - Acetabularia caraibica Kützing - Acetabularia caribaeum Lamarck - Acetabularia clavata Yamada - Acetabularia crenulata var. major Sonder - Acetabularia denudata Zanardini - Acetabularia exigua Solms-Laubach - Acetabularia gigas Solms-Laubach - Acetabularia integra J.V. Lamouroux - Acetabularia mediterranea J.V. Lamouroux - Acetabularia minutissima Okamura - Acetabularia moebii Solms-Laubach | - Acetabularia parvula var. americana W.R. Taylor - Acetabularia parvula Solms-Laubach - Acetabularia peniculus var. cliftonii (Harvey) Solms-Laubach - Acetabularia philippinensis Gilbert - Acetabularia polyphysoides f. deltoidea - Acetabularia polyphysoides P.L. Crouan & H.M. Crouan - Acetabularia pusilla (M.A. Howe) F.S. Collins - Acetabularia roxasii Tron et al. - Acetabularia suhrii Solms-Laubach - Acetabularia tsengiana Egerod - Acetabularia velasquezii Troño, Santiago & Ganzon-Fortes - Acetabularia wettsteinii Schussnig |

## Organismo modello

Ciclo vitale dellAcetabularia

L'acetabularia è conosciuta soprattutto per gli esperimenti di Joachim Hämmerling tra gli anni '30 e '50 del Novecento, che dimostrarono che l'informazione genetica è contenuta nel nucleo. Questa fu la prima dimostrazione che i geni sono codificati dal DNA negli eucarioti; studi condotti precedentemente da Oswald Avery ed altri avevano mostrato che ciò accade anche nei procarioti. Hämmerling scambiò i cappelli di due specie, la A. acetabulum e la A. crenulata. I cappelli di queste specie hanno forme diverse; comunque, dopo lo scambio, i cappelli avevano gradualmente cambiato forma, passando da quella originale a quella tipica della base, dove risiede il nucleo, su cui erano stati innestati. In un altro esperimento, l'aggiunta di un nucleo di un'altra specie su un'acetabularia intatta produsse un cappello ibrido, mostrando che entrambi i nuclei influenzano la forma del cappello.